# Unidad del Cuerpo Nacional de Policía Adscrita a la Comunidad Autónoma del Principado de Asturias
La Unidad de Policía Adscrita del Principado de Asturias fue una unidad de Policía que pertenecía orgánicamente al Cuerpo Nacional de Policía de España y que estaba asignada a la comunidad autónoma del Principado de Asturias, España. No era por lo tanto una Policía autonómica tal como son los casos de los Mozos de Escuadra, la Ertzaintza, la Policía Foral de Navarra o la Policía Canaria. Entró en funcionamiento en noviembre de 2006 y cesó sus actividades en enero de 2014 debido a desavenencias tanto políticas como económicas entre el gobierno autonómico y el estatal siendo sus miembros reincorporados al Cuerpo Nacional de Policía.
Sus misiones eran la custodia de edificios pertenecientes al Principado, la escolta de personalidades, la coordinación y control de las funciones de seguridad asignadas a las empresas de seguridad privada y la inspección y control del juego. La llegaron a componer 78 agentes y 10 vehículos, aunque el número de efectivos fue reduciéndose gradualmente.
Los uniformes de la unidad adscrita eran idénticos al resto de policías del cuerpo nacional, aunque llevaban insignias distintivas del Principado de Asturias: la bandera en el brazo derecho y el escudo en la gorra. Los vehículos que poseían también eran de diferentes colores a los del cuerpo nacional.